# Imaginair deel

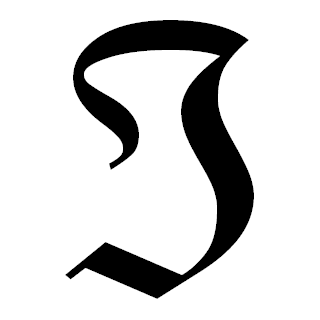
Fraktur I symbool

Een illustratie van het complexe vlak. Het imaginaire deel van het complexe getal is.

Van een complex getal {\displaystyle z}, weergegeven met de reële getallen {\displaystyle x} en {\displaystyle y} als {\displaystyle z=x+iy}, heet {\displaystyle y} het imaginaire deel van {\displaystyle z.} Wordt {\displaystyle z} voorgesteld als het geordende paar {\displaystyle z=(x,y)} dan is het tweede element van het paar het imaginaire deel van {\displaystyle z.}
Het imaginaire deel van {\displaystyle z} wordt genoteerd als {\displaystyle \mathrm {Im} (z)} of ook als {\displaystyle \Im (z),} waarin {\displaystyle \Im } de hoofdletter I in het lettertype Fraktur is.

## Eigenschappen
De complexe functie die het complexe getal {\displaystyle z} afbeeldt op zijn imaginaire deel, is niet holomorf.
Met behulp van de complex geconjugeerde {\displaystyle {\bar {z}}} van {\displaystyle z} kan het imaginaire deel van {\displaystyle z} geschreven worden als
{\displaystyle \mathrm {Im} (z)={\frac {z-{\bar {z}}}{2i}}}.
Voor de polaire vorm
{\displaystyle z=r\,e^{i\varphi }=r(\cos \varphi +i\,\sin \varphi )}
geldt
{\displaystyle \mathrm {Im} (z)=r\,\sin \varphi }.

## Overige
- Het reële deel van een complex getal {\displaystyle z=x+iy} is {\displaystyle x}.
- Een complex getal {\displaystyle z=iy}, waarvan het reële deel dus gelijk aan 0 is, heet een imaginair getal.